# كينت جونز (كاتب)
كينت جونز (بالإنجليزية: Kent Jones)‏ هو مقدم برامج إذاعية وكاتب سيناريو أمريكي، ولد في 12 يونيو 1964.

## وصلات خارجية
- كينت جونز على موقع IMDb (الإنجليزية)